# Gotcha (joc video)
Gotcha este un joc arcade dezvoltat de Atari și lansat în octombrie 1973. A fost al patrulea joc al companiei, după Pong din 1972, care a marcat începutul industriei jocurilor video comerciale, Space Race și Pong Doubles din 1973. În joc, doi jucători se deplasează printr-un labirint, care se schimbă continuu în timp. Un jucător, urmăritorul, încearcă să-l prindă pe celălalt, urmăritul; dacă reușește primește un punct, iar jucătorii schimbă pozițiile între ei. Jocul emite un sunet electronic, care crește în ritm pe măsură ce urmăritorul se apropie de cel urmărit și fiecare joc durează o anumită perioadă de timp, de la 30 de secunde la 2 minute.
Gotcha a fost proiectat de Allan Alcorn⁠(d), designerul lui Pong, iar un prototip a fost construit de Cyan Engineering⁠(d), subsidiara semi-independentă de cercetare și dezvoltare a Atari. Dezvoltarea a început în iulie 1973, ca parte a strategiei Atari de a dezvolta mai multe tipuri de jocuri pentru a scăpa de concurență, pe care au considerat-o concentrată în primul rând pe crearea de clone Pong. Mașina arcade a fost proiectată de George Faraco, inițial cu joystick-urile încadrate în cupole roz menite să reprezinte sâni. Deși acest design a inspirat fluturașul publicitar în care apare un bărbat care urmărește o femeie într-o cămașă de noapte, a fost schimbat pentru a folosi joystick-uri obișnuite imediat după lansare.
Jocul nu a avut succes comercial. Pe lângă jocul principal alb-negru, au fost produse execuții limitate dintr-o versiune color nuanțată și o versiune cu adevărat multicoloră a jocului; se crede că acesta din urmă este primul joc arcade color.